# Eisenwerk
Ein Eisenwerk, oft auch als Eisenhütte oder kurz Hütte (abgeleitet von Hüttenwerk) bezeichnet, ist eine Anlage zur Erzeugung von Roheisen und Stahl auf Basis von Eisenerz. Heute handelt es sich dabei in der Regel um Industrieanlagen. Der größte Eisen und Stahl erzeugende Standort in Deutschland ist Duisburg.

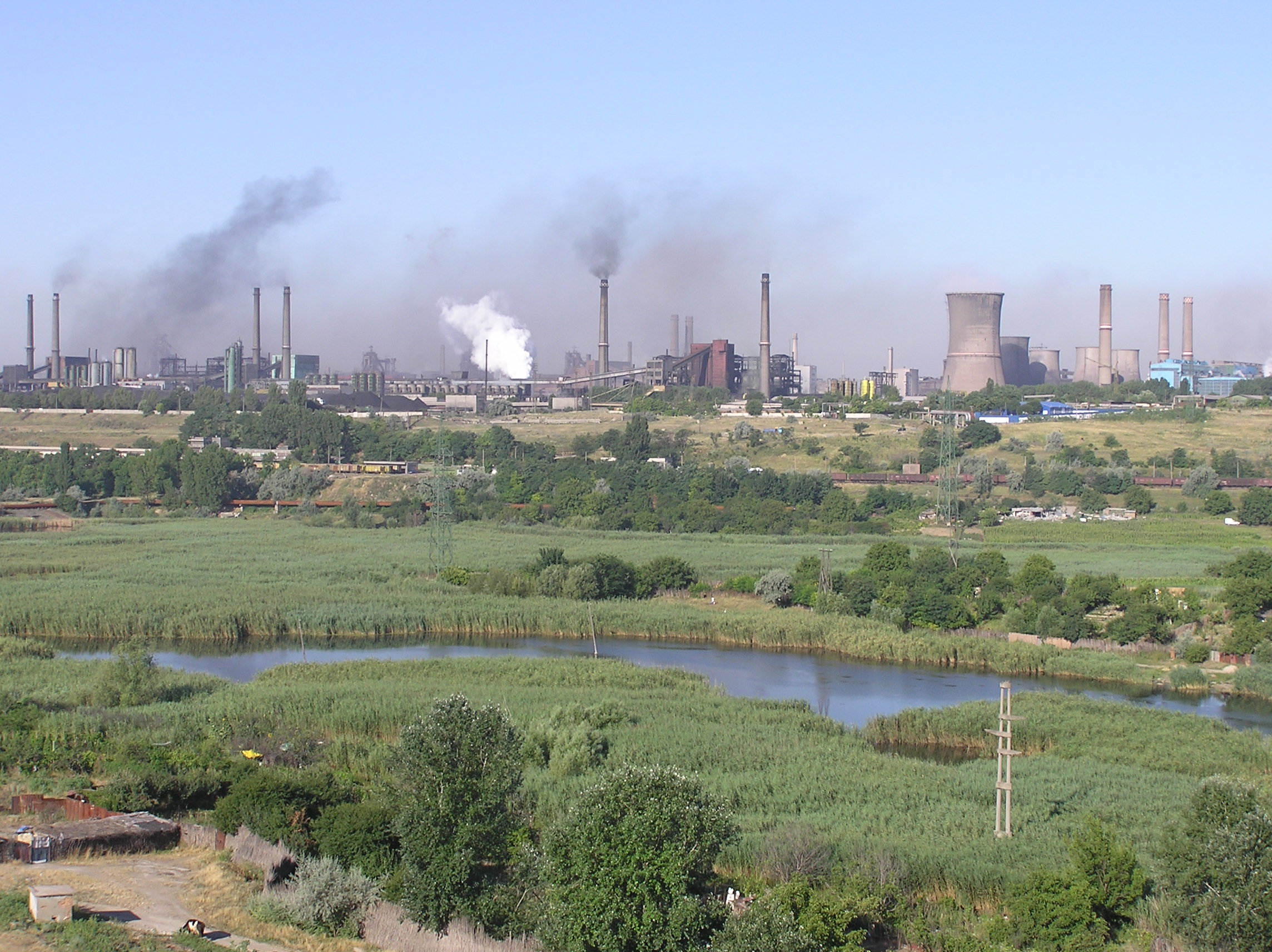
ArcelorMittal im rumänischen Galați

Die ersten Nachweise für die Eisenerzverhüttung kennt man aus der Zeit von zirka 2000–1500 v. Chr. Allerdings sind dies Einzelfälle und der alltägliche Umgang mit Eisen wird in Europa erst um etwa 800 v. Chr., also mit Beginn der Eisenzeit, historisch fassbar. Damals wurde Eisenschwamm (Eisenluppe) mittels Holzkohle als Reduktionsmittel im sogenannten Rennofen erzeugt. Ab dem 13. Jahrhundert wurde vereinzelt bereits flüssiges Roheisen erzeugt und in Schmiedeeisen umgewandelt. 1735 wurde der erste mit Koks beheizte Hochofen erbaut. Ab 1864 wurde Stahl im Siemens-Martin-Ofen erzeugt. Seit 1950 wird die direkte Eisenreduktion industriell genutzt.
Die Grundstoffe zur Herstellung von Roheisen sind Eisenerz und Koks. Je nach Art der Beimengungen (Gangarten) im Erz werden beispielsweise Kalkstein (bei kieselsäurehaltigen Beimengungen) oder Feldspat (bei kalkhaltigen Beimengungen) als so genannte „Zuschläge“ zugegeben. Die Aufbereitung erfolgt durch Flotation oder Magnetabscheidung. Das Erz wird zerkleinert. Oxidische Eisenerze werden mit Kohlenstoff reduziert, es entsteht Roheisen, aufgrund des hohen Kohlenstoffgehalts ein sprödes Material, das bei Erhitzen innerhalb eines kleinen Temperaturbereichs aufweicht (siehe Eisen-Kohlenstoff-Diagramm). Die Roheisengewinnung erfolgt vorwiegend im Hochofen. Das noch flüssige Roheisen wird anschließend im Konverter zu Stahl gefrischt. Zur Stahlerzeugung wird heutzutage auch der Lichtbogenofen genutzt.